# Port lotniczy Dublin

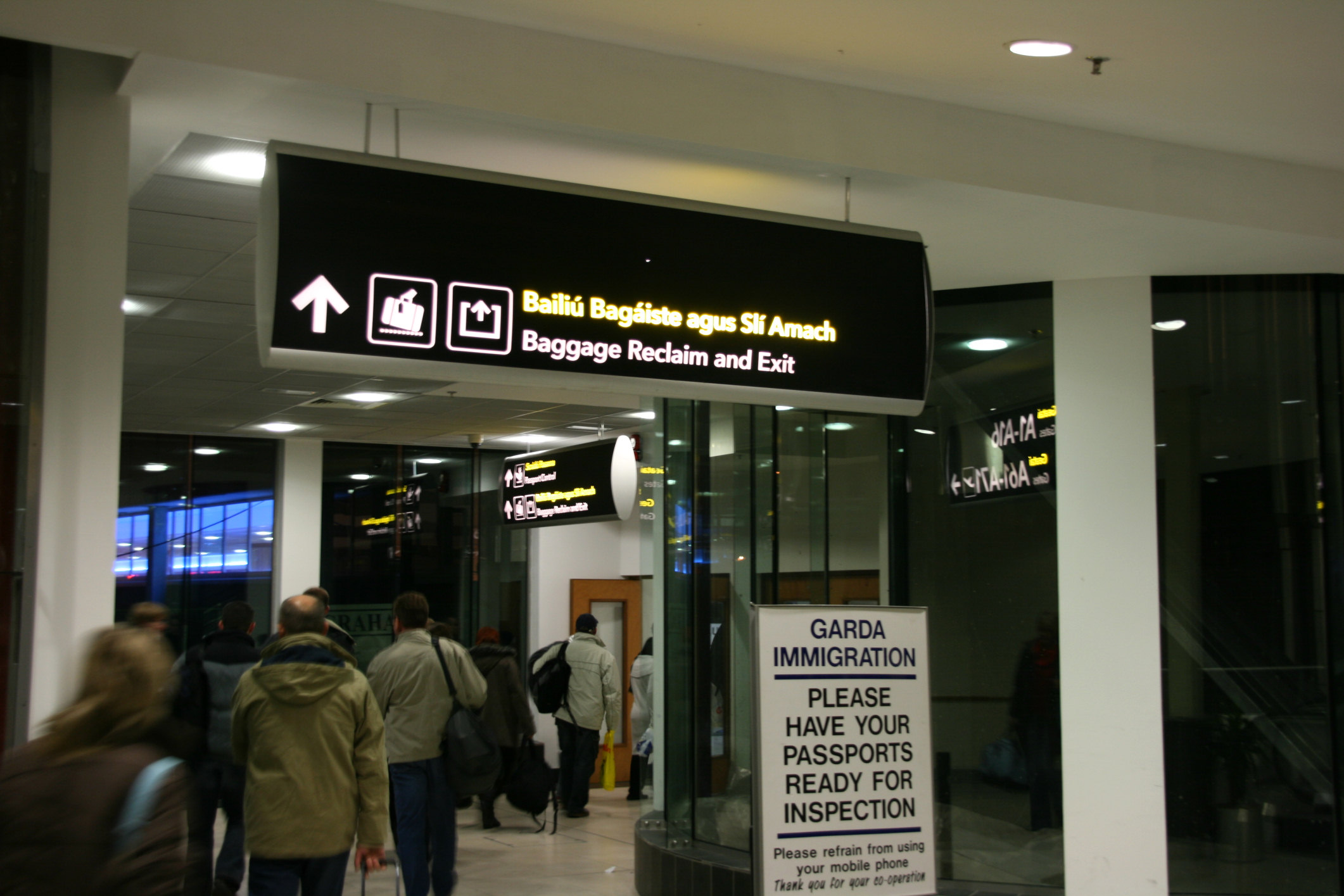
Hala odbioru bagażu

Port lotniczy Dublin (ang.: Dublin Airport, kod IATA: DUB, kod ICAO: EIDW) – międzynarodowy port lotniczy w Dublinie, położony około 10 km na północ od centrum miasta. Jest największym portem lotniczym na wyspie Irlandii pod względem liczby pasażerów.
W 2008 lotnisko obsłużyło 23,5 mln osób (wzrost o 10% w stosunku do 2006 roku), zaś w 2009 roku 20,5 milionów pasażerów, co daje spadek o 13% w stosunku do roku 2008.

## Historia
Początki lotniska cywilnego sięgają 1936 roku, gdy ówczesny rząd Irlandii założył linie lotnicze Aer Lingus. Wcześniejsze lotnisko położone na południowy zachód od Dublina miało charakter wojskowy, dlatego jako nowe miejsce na lotnisko cywilne zaproponowano północne obszary stolicy. Budowę rozpoczęto w 1939, a pierwszy lot miał miejsce 19 stycznia 1940 roku do Liverpoolu, w roku tym rozpoczęto też budowę terminala, zakończoną rok później.

## Terminale

### Terminal 1

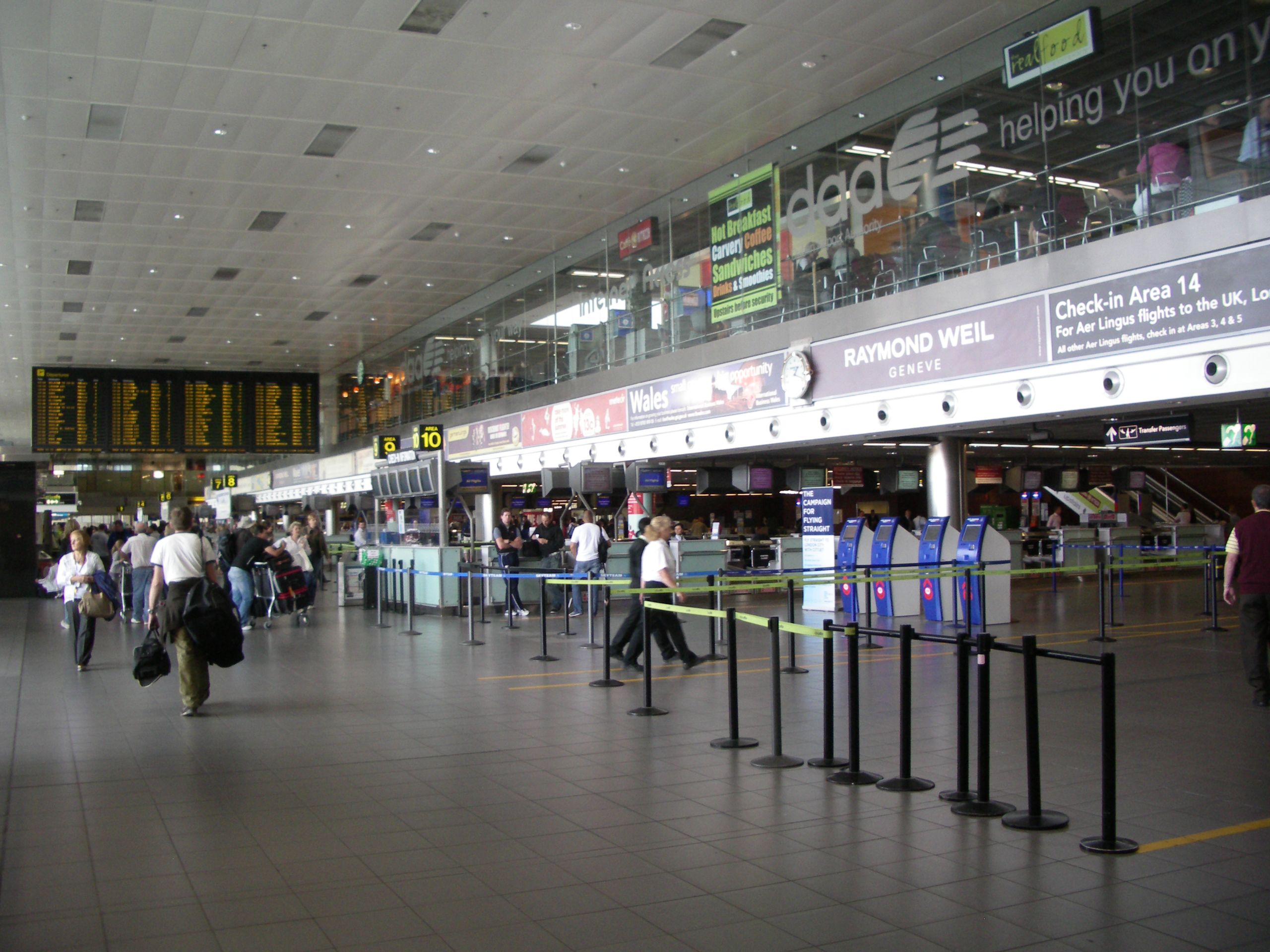
Terminal 1

Terminal 1 został otwarty w 1972 i był początkowo przeznaczony do obsługi pięciu milionów pasażerów rocznie. W oryginalnym projekcie był uwzględniony również drugi pirs podobny do aktualnego pirsa B, ale nigdy go nie wybudowano. Parking dla samochodów osobowych pierwotnie znajdował się na piętrze budynku, niedługo potem został zamknięty a miejsce przeznaczono na pomieszczenia biurowe. Na początku lat 90 XX w., terminal przeszedł przebudowę łącznie z pirsem A (który był przedłużeniem do starego budynku terminalu) i pirsem B. W 1999 roku zakończono budowę pirsu C i zaraz później rozpoczęto prace nad powiększeniem pojemności terminala. W październiku 2007 roku został ukończony pirs D dla tanich linii lotniczych takich jak Ryanair. Pirs D został zaprojektowany przez Skidmore, Owings and Merrill. W 2009 roku Terminal 1 został wyposażony w nowe punkty sprzedaży detalicznej żywności.

### Terminal 2

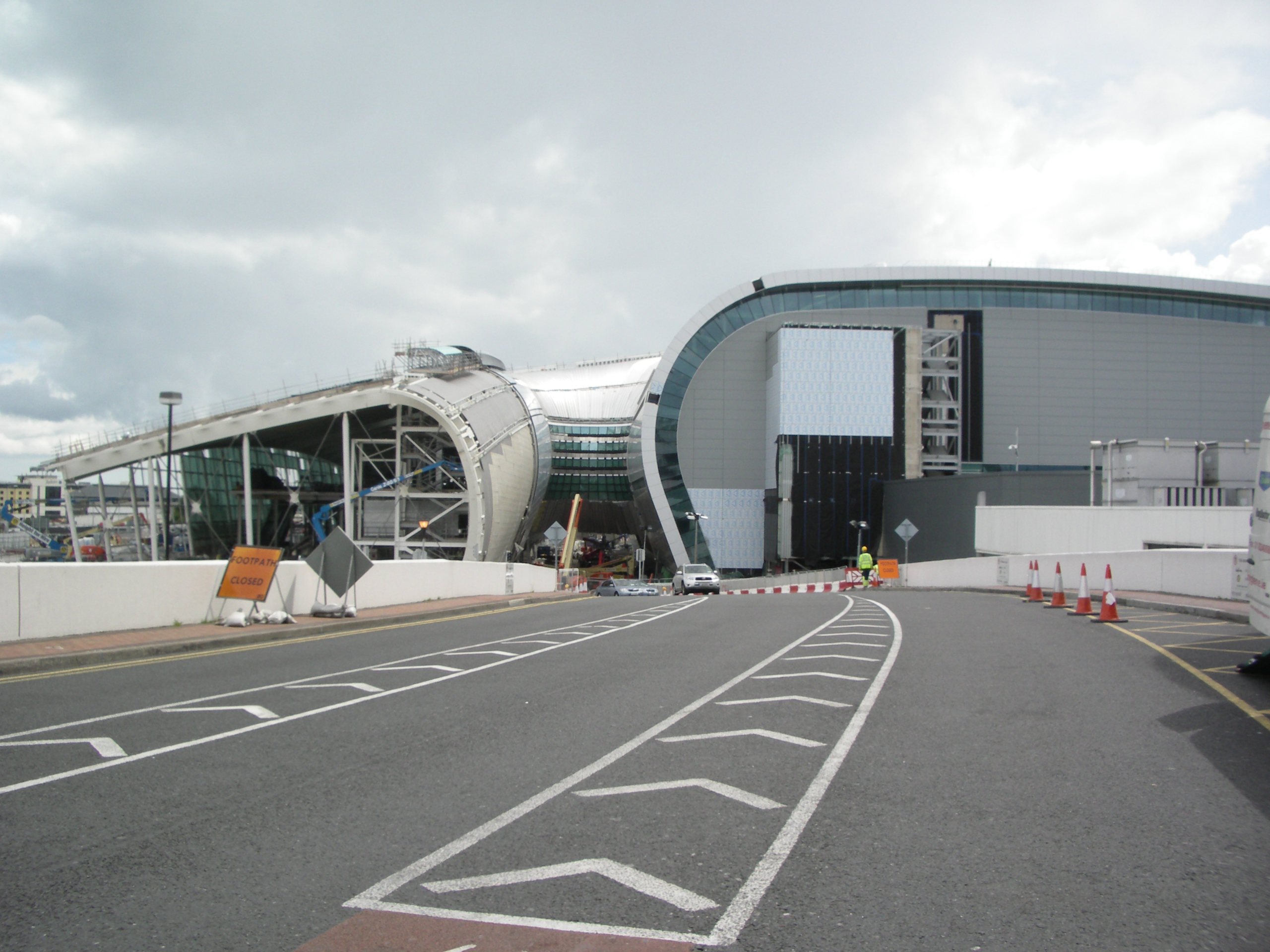
Terminal T2

W 2005 roku podjęto decyzję o rozbudowie lotniska w Dublinie. Pod koniec 2006 roku zaaprobowano przygotowany projekt firmy architektonicznej Pascal+Watson i w październiku 2007 roku przystąpiono do prac budowlanych. Ostatecznie Terminal 2 został otwarty 19 listopada 2009 roku. Do terminalu 2 zostało przeniesionych większość przewoźników długodystansowych łącznie z Aer Lingusem, ale bez jego połączeń lokalnych. Powierzchnia terminala i pirsa E to 75 000 m², terminal posiada 15 bramek oraz może obsłużyć rocznie 15 milionów pasażerów, co łącznie z terminalem 1 daje 35 milionów osób.

## Linie lotnicze i połączenia

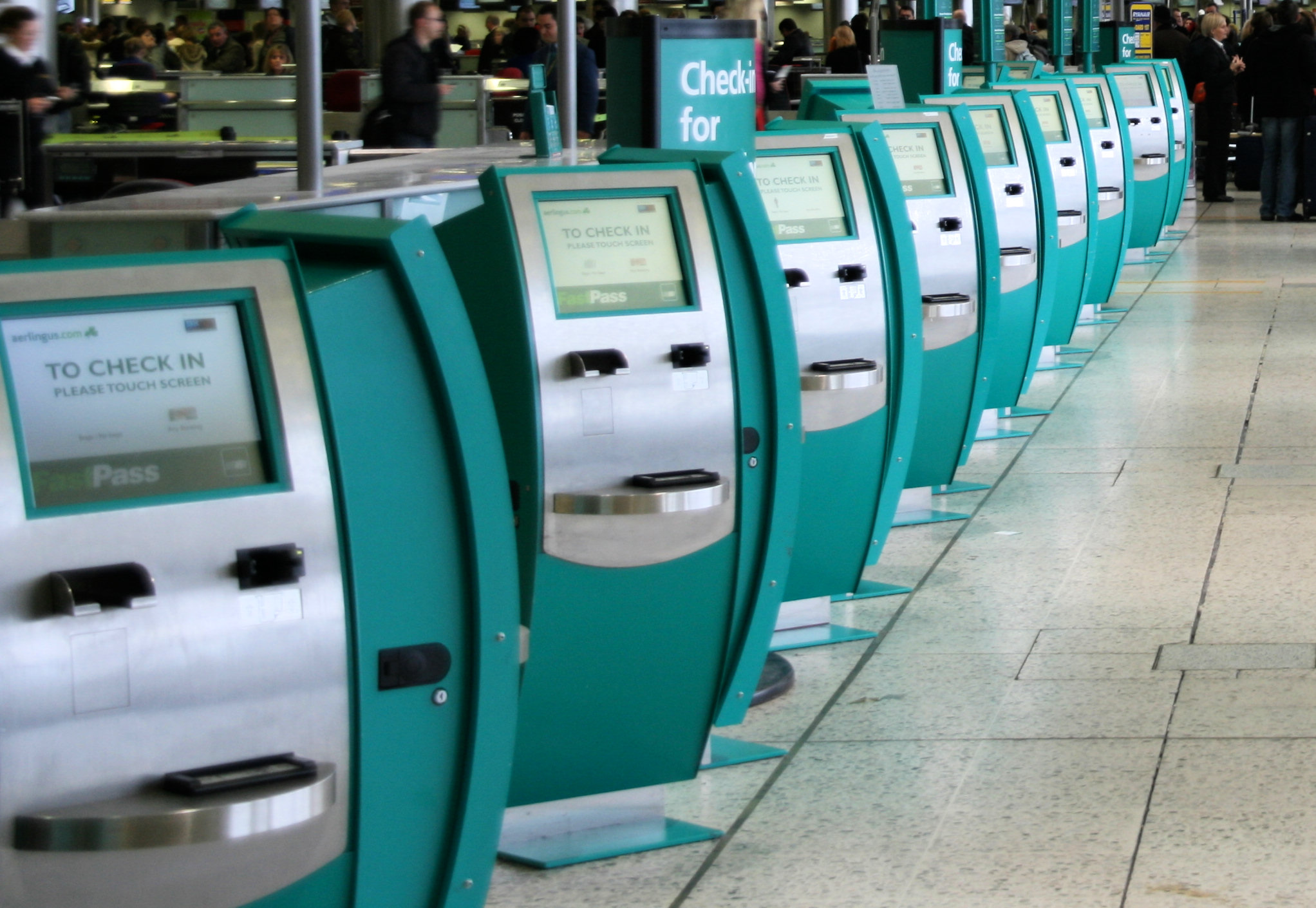
Urządzenia do samodzielnego przeprowadzenia check-in linii Aer Lingus

| Linia lotnicza                | Kierunek |
| ----------------------------- | --- |
| Aegean Airlines               | 1. Ateny |
| Aer Lingus                    | 1. Aberdeen 2. Amsterdam 3. Barcelona 4. Berlin 5. Bilbao 6. Birmingham 7. Bordeaux 8. Boston 9. Bristol 10. Bruksela 11. Budapeszt 12. Chicago-O’Hare 13. Cleveland 14. Denver 15. Donegal 16. Düsseldorf 17. Edynburg 18. Exeter 19. Faro 20. Frankfurt 21. Genewa 22. Glasgow 23. Gran Canaria 24. Hamburg 25. Wyspa Man 26. Lanzarote 27. Leeds/Bradford 28. Lizbona 29. Liverpool 30. Londyn-Gatwick 31. Londyn-Heathrow 32. Los Angeles 33. Lyon 34. Madryt 35. Malaga 36. Manchester 37. Mediolan-Linate 38. Minneapolis 39. Monachium 40. Newark 41. Newcastle 42. Newquay 43. Nowy Jork-JFK 44. Orlando 45. Paryż-Charles de Gaulle 46. Filadelfia 47. Praga 48. Rzym-Fiumicino 49. San Francisco 50. Seattle-Tacoma 51. Southampton 52. Teneryfa-Południe 53. Toronto-Pearson 54. Werona 55. Wiedeń 56. Waszyngton-Dulles 57. Zurych Sezonowo: 1. Alicante 2. Ateny 3. Brest-Bretagne 4. Brindisi 5. Burgas 6. Dalaman 7. Korfu 8. Dubrownik 9. Fuerteventura 10. Hartford 11. Izmir 12. Jersey 13. Katania 14. Kos 15. Las Vegas 16. Marsylia 17. Miami 18. Mediolan-Malpensa 19. Nantes 20. Neapol 21. Nicea 22. Olbia 23. Palma de Mallorca 24. Perpignan 25. Piza 26. Rennes 27. Santiago de Compostela 28. Santorini 29. Split 30. Tuluza 31. Wenecja 32. Warszawa-Chopin Sezonowe czartery: 1. Kittilä 2. Rovaniemi 3. Salzburg |
| Air Baltic                    | 1. Ryga |
| Air Canada                    | 1. Toronto-Pearson Sezonowo: 1. Montreal-Trudeau 2. Vancouver |
| Air France                    | 1. Paryż-Charles de Gaulle |
| Air Transat                   | Sezonowo: 1. Toronto-Pearson |
| American Airlines             | 1. Dallas-Fort Worth 2. Filadelfia Sezonowo: 1. Charlotte 2. Chicago-O’Hare |
| Aurigny                       | Sezonowo: 1. Guernsey |
| Blue Islands                  | Sezonowo: 1. Jersey |
| British Airways               | 1. Londyn-City 2. Londyn-Heathrow Sezonowo: 1. Southampton |
| Croatia Airlines              | Sezonowo: 1. Split |
| Dan Air                       | 1. Braszów 2. Bukareszt |
| Delta Air Lines               | 1. Nowy Jork-JFK Sezonowo: 1. Atlanta 2. Boston 3. Minneapolis |
| EgyptAir                      | 1. Kair |
| El Al                         | Sezonowo: 1. Tel Awiw |
| Emirates                      | 1. Dubaj |
| Etihad Airways                | 1. Abu Zabi |
| Eurowings                     | Sezonowo: 1. Düsseldorf |
| Finnair                       | 1. Helsinki |
| FlyOne                        | 1. Kiszyniów |
| Hainan Airlines               | Sezonowo: 1. Pekin |
| HiSky                         | 1. Bukareszt 2. Kiszyniów 3. Kluż-Napoka 4. Jassy |
| Iberia Express                | 1. Madryt |
| Icelandair                    | 1. Reykjavík-Keflavík |
| KLM                           | 1. Amsterdam |
| Loganair                      | 1. Aberdeen Sezonowo: 1. Inverness |
| Lufthansa                     | 1. Frankfurt 2. Monachium |
| Luxair                        | 1. Luksemburg |
| Norwegian Air Shuttle         | 1. Oslo-Gardermoen Sezonowo: 1. Kopenhaga |
| PLAY                          | 1. Reykjavík-Keflavík |
| Qatar Airways                 | 1. Doha |
| Ryanair                       | 1. Agadir 2. Alicante 3. Amsterdam 4. Ateny 5. Barcelona 6. / Bazylea 7. Paryż-Beauvais 8. Mediolan-Bergamo 9. Berlin 10. Birmingham 11. Bodrum 12. Bolonia 13. Bordeaux 14. Bratysława 15. Bristol 16. Bruksela 17. Bukareszt 18. Budapeszt 19. Burgas 20. Bydgoszcz 21. Cardiff 22. Bruksela-Charleroi 23. Kluż-Napoka 24. Kolonia/Bonn 25. Kopenhaga 26. East Midlands 27. Edynburg 28. Eindhoven 29. Faro 30. Fuerteventura 31. Madera 32. Gdańsk 33. Glasgow 34. Gran Canaria 35. Frankfurt-Hahn 36. Hamburg 37. Jassy 38. Katowice 39. Kowno 40. Kerry 41. Kraków 42. Lanzarote 43. Leeds/Bradford 44. Lizbona 45. Liverpool 46. Łódź 47. Londyn-Gatwick 48. Londyn-Luton 49. Londyn-Stansted 50. Lourdes 51. Lublin 52. Luksemburg 53. Madryt 54. Malaga 55. Malta 56. Manchester 57. Marrakesz 58. Marsylia 59. Memmingen 60. Mediolan-Malpensa 61. Nantes 62. Neapol 63. Newcastle 64. Newquay 65. Nicea 66. Pafos 67. Piza 68. Porto 69. Poznań 70. Praga 71. Ryga 72. Rzym-Fiumicino 73. Rzeszów 74. Santander 75. Sewilla 76. Sofia 77. Szczecin 78. Sztokholm-Arlanda 79. Tallinn 80. Teneryfa-Południe 81. Tuluza 82. Turyn 83. Walencja 84. Wenecja-Marco Polo 85. Werona 86. Wiedeń 87. Warszawa-Modlin 88. Wrocław 89. Zagrzeb Sezonowo: 1. Alghero 2. Almería 3. Asturia 4. Bari 5. Biarritz 6. Billund 7. Bournemouth 8. Brindisi 9. Cagliari 10. Carcassonne 11. Castellón 12. Chania 13. Korfu 14. Dalaman 15. Dubrownik 16. Genua 17. Girona 18. Göteborg 19. Grenoble 20. Ibiza 21. Kos 22. Koszyce 23. La Rochelle 24. Lipsk 25. Menorka 26. Murcja 27. Nîmes 28. Norymberga 29. Olbia 30. Połąga 31. Palermo 32. Palma de Mallorca 33. Reus 34. Rodos 35. Rodez 36. Rovaniemi 37. Salzburg 38. Santiago de Compostela 39. Santorini 40. Split 41. Saloniki 42. Triest 43. Tours 44. Wilno 45. Zadar 46. Zakintos |
| Scandinavian Airlines System  | 1. Kopenhaga 2. Oslo-Gardermoen 3. Sztokholm-Arlanda |
| Swiss International Air Lines | 1. Genewa 2. Zurych |
| SunExpress                    | 1. Antalya 2. Izmir |
| TAP Portugal                  | 1. Lizbona |
| Transavia.com                 | 1. Paryż-Orly |
| TUI Airways                   | 1. Gran Canaria 2. Lanzarote 3. Teneryfa-Południe Sezonowo: 1. Cancún 2. Chambéry 3. Korfu 4. Dalaman 5. Genewa 6. Heraklion 7. Ibiza 8. Innsbruck 9. Kittilä 10. Kos 11. Palma de Mallorca 12. Reus 13. Rodos 14. Salzburg 15. Sofia 16. Tuluza 17. Turyn 18. Werona 19. Zakintos |
| Turkish Airlines              | 1. Stambuł |
| United Airlines               | 1. Newark 2. Waszyngton-Dulles Sezonowo: 1. Chicago-O’Hare |
| Vueling Airlines              | 1. Barcelona 2. Paryż-Orly |
| WestJet                       | Sezonowo: 1. Calgary 2. Halifax 3. Toronto-Pearson |
| Widerøe                       | 1. Bergen |

### Cargo
| Linia lotnicza       | Kierunek                                                  |
| -------------------- | --------------------------------------------------------- |
| Air France Cargo     | 1. Chicago-O’Hare 2. Paryż-Charles de Gaulle              |
| Airest               | 1. Karlsruhe/Baden-Baden                                  |
| ASL Airlines Belgium | 1. Liège                                                  |
| Bluebird Nordic      | 1. Reykjavik-Keflavík                                     |
| DHL Aviation         | 1. Bruksela 2. East Midlands 3. Lipsk                     |
| FedEx Express        | 1. Londyn-Stansted 2. Paryż-Charles de Gaulle             |
| Lufthansa Cargo      | 1. Birmingham 2. Frankfurt                                |
| UPS Airlines         | 1. Kolonia/Bonn 2. East Midlands 3. Louisville 4. Shannon |
| Zimex Aviation       | 1. Birmingham 2. Maastricht Aachen                        |

## Transport
Dublin Airport jest położony w pobliżu autostrady M1, około 10 km na północ od centrum miasta i 2 km na południe od miasta Swords.